# Joseph Baraer
Joseph Baraer, né le 16 janvier 1898 à Brest et mort le 6 août 1935 à Brest, est un ouvrier aux bâtiments en fer à l'arsenal de Brest blessé mortellement au cours des émeutes d'août 1935.

## Biographie

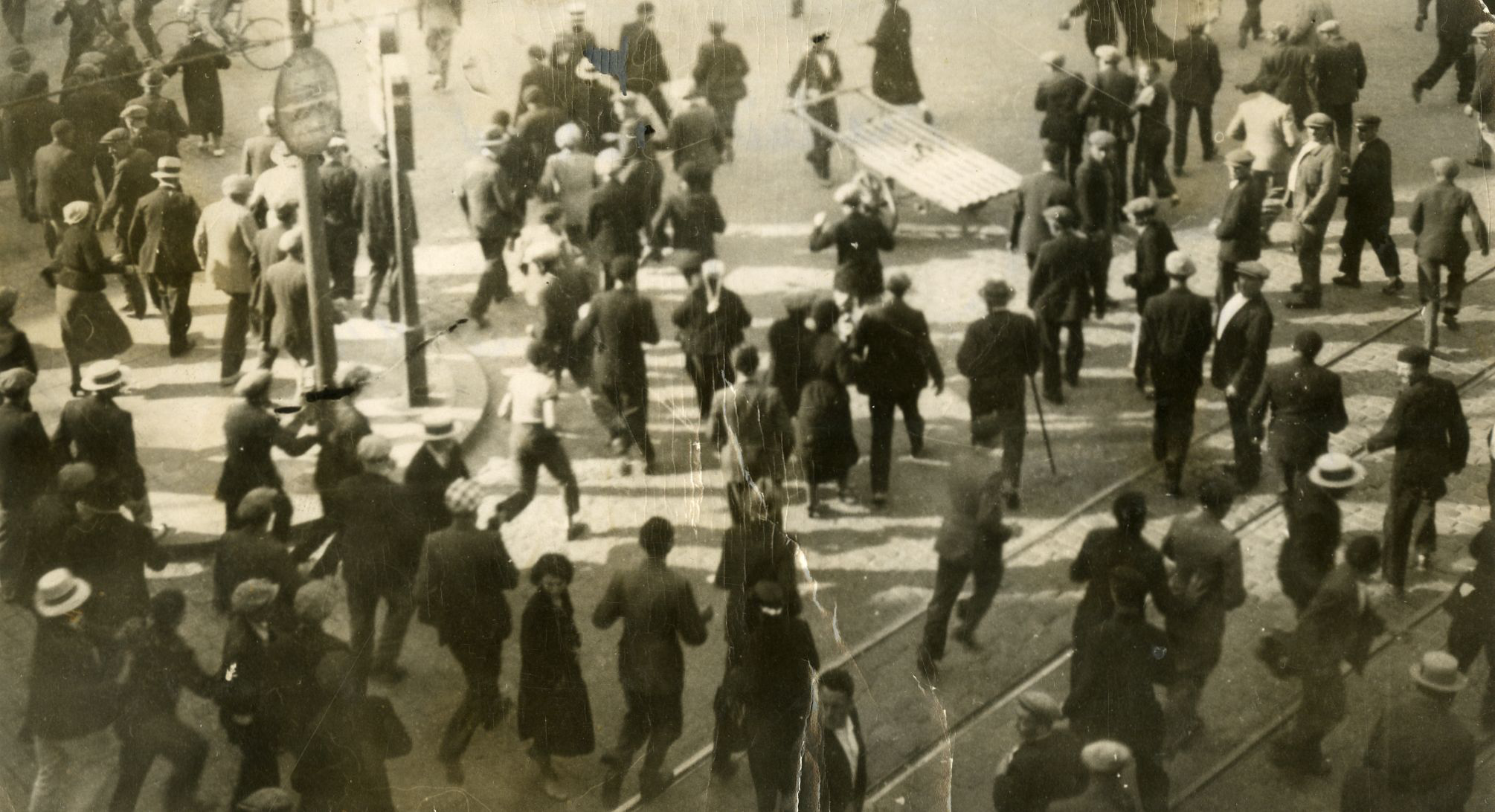
Manifestants fuyant devant une charge de la police à Brest le 6 août 1935.

Syndiqué et père de cinq enfants, Joseph Baraer participe au mouvement de grève contre une série de décrets-lois du gouvernement Laval qui amputent le salaire des ouvriers d’État entre 3 et 10% par mois en août 1935. Il est frappé à la tête à coups de crosse de mousqueton par les militaires et décède de ses blessures le 6 août. Sa mort devient « l'élément déclencheur des manifestations tournant en émeutes » à Brest.
Ses obsèques célébrées le 8 août 1935 attirent une foule nombreuse et n'occasionnent pas d'incidents.